# AL-Bank Cup 2010-11
AL Bank Cup 2010-11 er 19. udgave af den danske pokalturnering i ishockey for mandlige klubhold og blev arrangeret af Danmarks Ishockey Union. Turneringens navn refererede til dens sponsor, Arbejdernes Landsbank.
Turneringen havde deltagelse af 13 hold og blev vundet af de forsvarende pokalmestre fra SønderjyskE Ishockey, som i finalen på hjemmebane besejrede AaB Ishockey med 2-1. Det var anden gang i turneringens historie, at pokaltitlen endte i Vojens.

## Resultater

### Kvalifikationsrunde
I kvalifikationsrunden spillede fem hold om to pladser i 1. runde.

#### Gruppe 1
Kampene i gruppe 1 blev spillet i Kastrup Skøjtehal.
| Dato | Kamp                       | Res. | Perioder      |
| ---- | -------------------------- | ---- | ------------- |
| 4.9. | Amager Ishockey – IK Århus | 2–5  | 2-1, 0-1, 0-3 |
| 5.9. | IK Århus – Amager Ishockey | 3–2  | 1-1, 0-0, 2-1 |

| Hold            | Kampe | Mål | Point |
| --------------- | ----- | --- | ----- |
| IK Århus        | 2     | 8-4 | 6     |
| Amager Ishockey | 2     | 4-8 | 0     |

#### Gruppe 2
Kampene i gruppe 2 blev spillet i Gentofte Skøjtehal.
| Dato | Kamp                            | Res. | Perioder      |
| ---- | ------------------------------- | ---- | ------------- |
| 3.9. | Gentofte Stars – Gladsaxe Bears | 6–0  | 1-0, 2-0, 3-0 |
| 4.9. | Gladsaxe Bears – Herlev Hornets | 2–3  | 2-1, 0-1, 0-1 |
| 5.9. | Herlev Hornets – Gentofte Stars | 4–5  | 0-2, 2-0, 2-3 |

| Hold           | Kampe | Mål   | Point |
| -------------- | ----- | ----- | ----- |
| Gentofte Stars | 2     | 11-40 | 6     |
| Herlev Hornets | 2     | 7-7   | 3     |
| Gladsaxe Bears | 2     | 2-9   | 0     |

### 1. runde
I første runde spillede de to hold, der gik videre fra kvalifikationsrunden, sammen med de to hold, der endte som nr. 8-9 i AL Bank-Ligaen 2009-10, om to pladser i kvartfinalerne. De fire hold blev parret i fire opgør, der blev afgjort i én kamp.
| Dato | Kamp                                 | Res. | Perioder      |
| ---- | ------------------------------------ | ---- | ------------- |
| 7.9. | IK Aarhus – Odense Bulldogs          | 1–5  | 0-1, 0-3, 1-1 |
| 7.9. | Gentofte Stars – Hvidovre Ligahockey | 1–2  | 1-0, 0-2, 0-0 |

### Kvartfinaler
I kvartfinalerne spiller de to vindere fra 1. runde sammen med de seks hold, der endte som nr. 1-6 i AL Bank-Ligaen 2009-10, om fire pladser i semifinalerne. De otte hold blev parret i fire opgør, der blev afgjort over to kampe (ude og hjemme).
| Dato                                       | Kamp                                    | Res. | Perioder      |
| ------------------------------------------ | --------------------------------------- | ---- | ------------- |
| 8.9.                                       | Frederikshavn White Hawks – SønderjyskE | 3–3  | 2-0, 0-1, 1-2 |
| 12.9.                                      | SønderjyskE – Frederikshavn White Hawks | 2–0  | 1-0, 0-0, 1-0 |
| SønderjyskE Ishockey vinder samlet med 5–3 |                                         |      |               |

| Dato                                   | Kamp                                  | Res. | Perioder      |
| -------------------------------------- | ------------------------------------- | ---- | ------------- |
| 10.9.                                  | Hvidovre Ligahockey – Odense Bulldogs | 4–4  | 0-2, 3-1, 1-1 |
| 14.9.                                  | Odense Bulldogs – Hvidovre Ligahockey | 6–2  | 3-1, 3-0, 0-1 |
| Odense Bulldogs vinder samlet med 10–6 |                                       |      |               |

| Dato                               | Kamp                            | Res. | Perioder      |
| ---------------------------------- | ------------------------------- | ---- | ------------- |
| 10.9.                              | Herning Blue Fox – AaB Ishockey | 1–1  | 0-0, 1-1, 0-0 |
| 14.9.                              | AaB Ishockey – Herning Blue Fox | 2–0  | 1-0, 0-0, 1-0 |
| AaB Ishockey vinder samlet med 3–1 |                                 |      |               |

| Dato                                       | Kamp                                | Res. | Perioder      |
| ------------------------------------------ | ----------------------------------- | ---- | ------------- |
| 10.9.                                      | Rødovre Mighty Bulls – EfB Ishockey | 4–0  | 1-0, 2-0, 1-0 |
| 14.9.                                      | EfB Ishockey – Rødovre Mighty Bulls | 3–0  | 2-0, 1-0, 0-0 |
| Rødovre Mighty Bulls vinder samlet med 4–3 |                                     |      |               |

### Semifinaler
De fire kvartfinalevindere blev parret i to semifinaleopgør, der begge bliver afgjort over to kampe.
| Dato                               | Kamp                           | Res. | Perioder      |
| ---------------------------------- | ------------------------------ | ---- | ------------- |
| 9.1.                               | Odense Bulldogs – AaB Ishockey | 0–3  | 0-2, 0-1, 0-0 |
| 23.1.                              | AaB Ishockey – Odense Bulldogs | 4–2  | 2-0, 1-1, 1-1 |
| AaB Ishockey vinder samlet med 7–2 |                                |      |               |

| Dato                              | Kamp                               | Res. | Perioder      |
| --------------------------------- | ---------------------------------- | ---- | ------------- |
| 9.1.                              | Rødovre Mighty Bulls – SønderjyskE | 0–5  | 0-2, 0-2, 0-1 |
| 23.1.                             | SønderjyskE – Rødovre Mighty Bulls | 1–1  | 0-1, 1-0, 0-0 |
| SønderjyskE vinder samlet med 6–1 |                                    |      |               |

### Finale
Finalen blev spillet i den nyåbnede SE Arena i Vojens under overværelse af 2.912 tilskuere.
| Dato | Kamp                       | Res. | Perioder      |
| ---- | -------------------------- | ---- | ------------- |
| 5.2. | SønderjyskE – AaB Ishockey | 2–1  | 1-0, 0-0, 1-1 |